# Скороходово (Черниговская область)
Скорохо́дово (укр. Скороходове) — село в Талалаевском районе Черниговской области Украины. Население — 774 человека. Занимает площадь 0,713 км².
Код КОАТУУ: 7425384004. Почтовый индекс: 17222. Телефонный код: +380 4634.

## Власть
Орган местного самоуправления — Липовский сельский совет. Почтовый адрес: 17222, Черниговская обл., Талалаевский р-н, с. Липовое, ул. Центральная, 11.